# ساندرو بيتروني
ساندرو بيتروني (بالإيطالية: Sandro Petrone)‏ هو صحفي إيطالي، ولد في 2 فبراير 1954 في نابولي في إيطاليا.